# 気送管

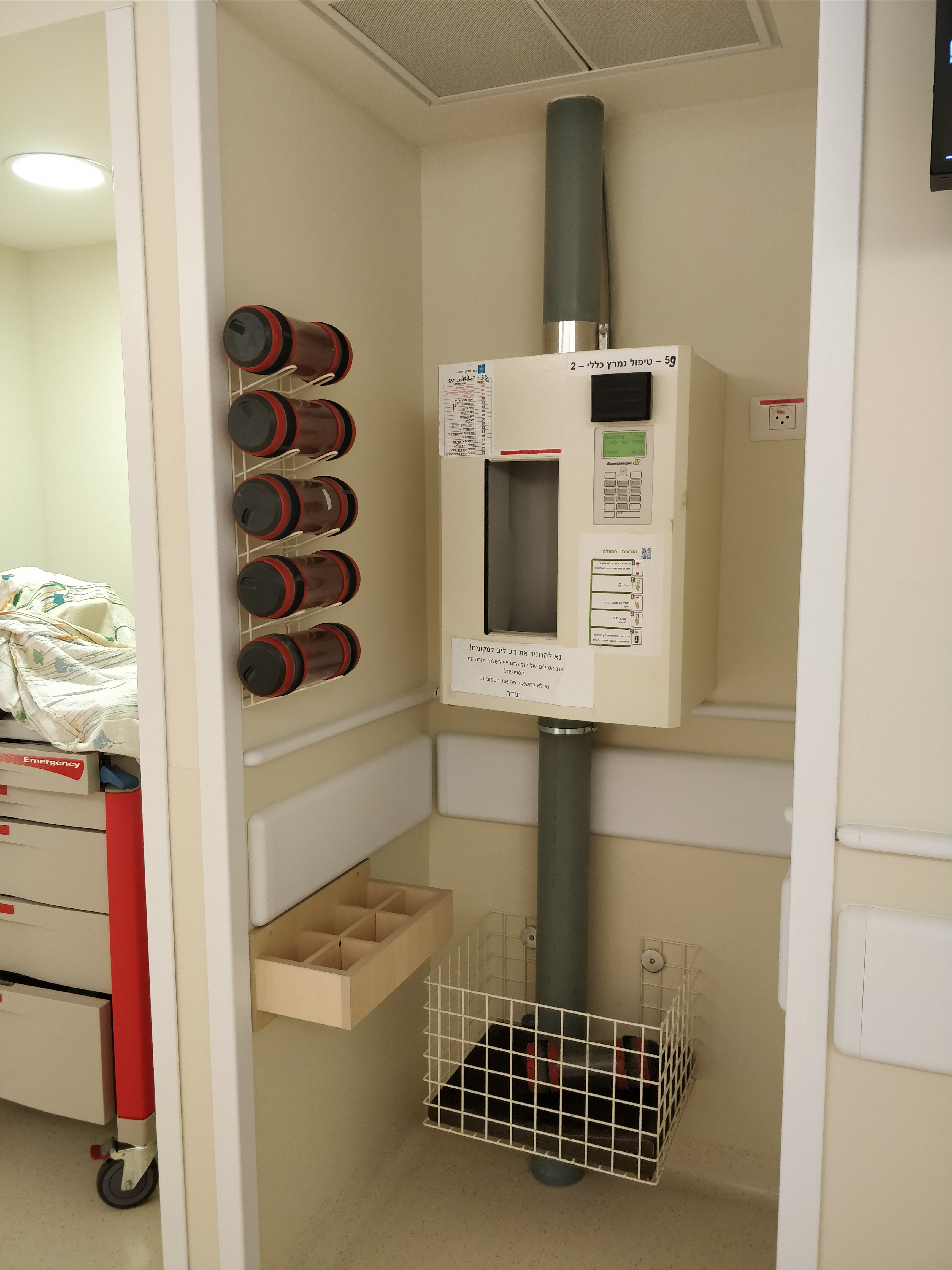
病院で使用されている気送管設備（2017年）

気送管（きそうかん）は、圧縮または真空とすることで管内に生じる空気流を利用した輸送設備の一種。書類や物品を「気送子」と呼ばれる専用の搬送容器に収めて空気圧で管路内を搬送する設備である。
日本ではエアシューター、エアシュートとも呼称され、ともに和製英語である。なお、「エアーシューター」は1953年に上野工業株式会社（現：株式会社日本シューター）が出願した登録商標（登録第441450号）である。英語ではpneumatic tube（ニューマチック・チューブ）などと呼ばれる。

## 概要
気送管設備（気送管搬送設備）は、建物等の要所に送信や受信を行うための「ステーション」と呼ばれる送受信装置を設置し、これらを気送管路で結び、排風装置（ブロワー）で空気を送って気送子（カプセル）を目的のステーションに搬送する装置である。
気送管設備は、ステーション（送受信装置）、ブロワー（排風装置）、気送子（カプセル）、管路、制御装置で構成される。管路には丸型と角型がある。また、方式にはスイッチ式（単管または複管でステーションのスイッチで作動）、自動出発式（単管でスイッチで作動するが、ステーションに待機、自動出発機能、行先記憶機能がある）、フルオートマチック式（気送子に行先記憶機能がありコード番号に合わせて送信機にセットするだけで自動的に搬送される）がある。
気送管設備は、現物を搬送する手段として、比較的安価でスピードが速い、自由なレイアウト設計ができる、取り扱いが容易、設備の設置スペースをとらないといったメリットがある。一方で、一回当たりの搬送容量が少ない、搬送物への衝撃を和らげるためインナーケースが必要といったデメリットもある。
比較的小さな容器を用いるシステムは、工場、病院、オフィスビル、宿泊施設等で、書類・現金・薬品等の実物を容器に詰め、高速に運ぶために使用される。このうち書類・現金の輸送ニーズは電子化のために減っている。
一方で、実物を送ることができる気送管特有の機能はデジタル技術で代替できないため、現代でも大病院などでは気送管設備が採用されている。病院内ではIT化によりカルテや伝票といった情報系の搬送物を中心とする搬送システムが構築されるようになったが、2000年代にはむしろ薬剤や検体を中心とする物品系搬送を主体にした搬送システムの構築が主流となっている。

## 歴史
空気圧を利用して管を通して輸送に用いる概念は、アレキサンドリアのヘロンの時代にまで遡る。この形式の運搬法は1667年のドニ・パパンの論文が最初の文献とされている。1806年、Phineas Balkによって空気圧を交通機関として使用する発明がされた。1886年、ビクトリア時代に初めて電信の通信文や電報を電信局から近隣の建物に輸送する為に気送管が使用された。
初期はおもに電報の運搬に用いられ、イギリスで1854年、ドイツで1872年、フランスで1875年、アメリカ合衆国で1876年、実用化された。
日本では1909年（明治42年）12月25日、東京において江戸橋の東京郵便電信局と兜町の東京株式取引所の間および、東京郵便電信局と神田郵便局との間に2系統装置されたのが最初の例である。

## 気送管ポスト

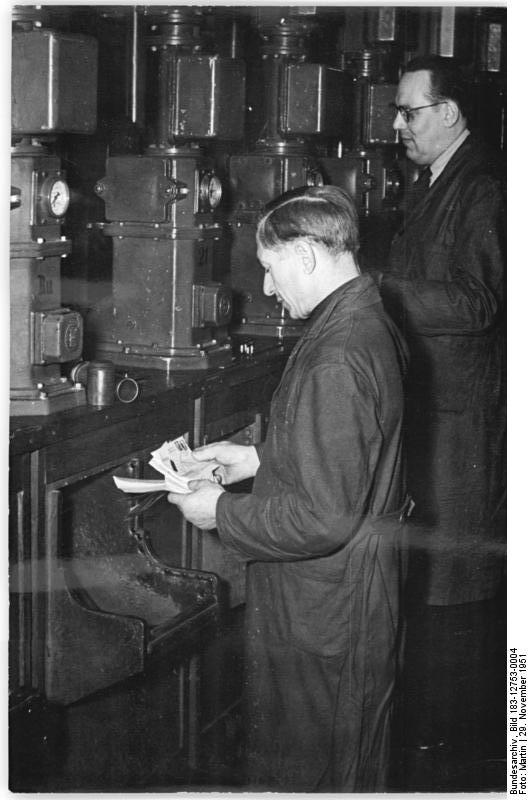
ベルリンの郵便局（1951年）

気送管ポスト または 気送手紙は圧縮空気管を使用して手紙を送るシステムである。スコットランドの技術者ウィリアム・マードックによって1800年代に発明され、後にロンドン空気輸送会社によって実用化された。気送管ポストシステムはいくつかの大都市で19世紀後半から始まったが、20世紀にはほとんど廃止された。
フランスのパリでは1866年から気送管を用いた手紙の配送システムを構築し1934年には136か所のパリの全郵便局が気送管で結ばれ、数十分で手紙が目的地に到着していた。このシステムは1984年まで稼働していた。

## 気送交通

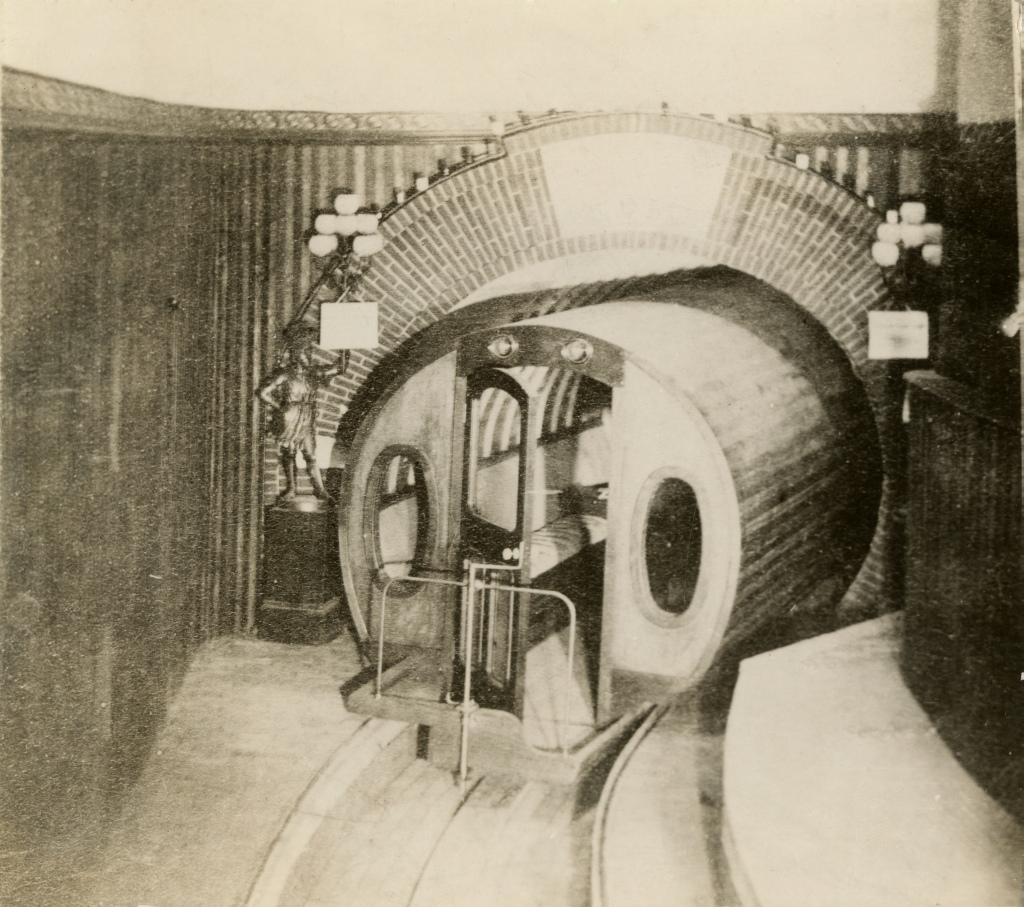
ニューヨーク市のビーチ・ニューマチック・トランジット（1870年）

1812年にはen:George Medhurstにより、気送管で人員を輸送する交通機関が考案され、後に大気圧鉄道として実現した。
- 1844-54: ダブリン アンド キングストン鉄道
- 1846-47: ロンドン アンド クロイドン鉄道
- 1847-48: イザムバード・キングダム・ブルネルによるサウス デボン 鉄道
- 1847-60: パリ–サン＝ジェルマン 鉄道 Bois de Vésinetとサン＝ジェルマン＝アン＝レー間, フランス
- 1870-73: ニューヨーク市のビーチ・ニューマチック・トランジット

1960年代、ロッキードとマサチューセッツ工科大学が商務省の援助を得て、大気圧と振り子の力で減圧チューブ内を時速626kmで走行可能な交通機関の研究を行っていた。